# Годин (район в Португалии)
Годин (порт. Godim)  —  район (фрегезия) в Португалии,  входит в округ Вила-Реал. Является составной частью муниципалитета  Пезу-да-Регуа. По старому административному делению входил в провинцию Траз-уж-Монтиш и Алту-Дору. Входит в экономико-статистический  субрегион Доуру, который входит в Северный регион. Население составляет 4951 человек на 2001 год. Занимает площадь 4,18 км².
Покровителем района считается Иосиф Обручник (порт. São José). 